# قراول‌خانه (دشتستان)
قراول‌خانه، روستایی است از توابع بخش مرکزی در شهرستان دشتستان استان بوشهر ایران.

## جمعیت
این روستا در دهستان دالکی قرار دارد و براساس سرشماری رسمی، جمعیت آن ۳۵۱ نفر (۹۴ خانوار) است (سرشماری سال ۱۳۹۰). براساس سرشماری سال ۱۳۸۵ جمعیت آن ۱۷۸ نفر (۳۴ خانوار) بوده‌است.